# Lispocephala leptostylata
Lispocephala leptostylata este o specie de muște din genul Lispocephala, familia Muscidae, descrisă de Hardy în anul 1981. Conform Catalogue of Life specia Lispocephala leptostylata nu are subspecii cunoscute.